# 堺武弥
堺 武弥（さかい たけや、1971年11月27日 - ）はクラシック音楽の指揮者。神奈川県横浜市出身。
ドイツ国立ベルリン芸術大学にて研鑽を積んだ。指揮を小澤征爾、佐渡裕、秋山和慶に師事。
2001年2月にオランダのアムステルダムのコンセルトヘボウにてプラッテランド王立管弦楽団を指揮し、デビュー。日本のほかハンガリー、オランダ、イタリア、フランス、アメリカなどでも活動している。
また、吹奏楽の世界でも活躍しており、自由演奏会のほか、ヤマハ吹奏楽団浜松をはじめ全国のアマチュアバンドの指揮者を務めたりもしている。